# Цуцкиридзе, Михаил Онисимович
Михаил Онисимович Цуцкиридзе (1918 год, Кутаисский уезд, Кутаисская губерния — неизвестно, Орджоникидзевский район, Грузинская ССР) — звеньевой колхоза имени Молотова Орджоникидзевского района, Грузинская ССР. Герой Социалистического Труда (1949).

## Биография
Родился в 1918 году в крестьянской семье в одном из сельских населённых пунктов Кутаисского уезда. Окончил местную начальную школу. Трудился в личном сельском хозяйстве. После начала коллективизации трудился рядовым колхозником в колхозе имени Молотова Орджоникидзевского района (сегодня — Харагаульский муниципалитет). В послевоенные годы возглавлял звено виноградарей в этом же колхозе.
В 1948 году звено под его руководством собрало в среднем с каждого гектара по 86 центнера винограда шампанских сортов с участка площадью 3 гектара. Указом Президиума Верховного Совета СССР от 9 августа 1949 года удостоен звания Героя Социалистического Труда за «получение высоких урожаев винограда в 1948 году» с вручением ордена Ленина и золотой медали «Серп и Молот» (№ 4417).
Этим же указом званием Героя Социалистического Труда был награждён труженик колхоза имени Молотова Григорий Семёнович Цуцкиридзе.
Проживал в Орджоникидзевском районе. С 1978 года — персональный пенсионер союзного значения. Дата его смерти не установлена.